# Cuvântul dat
Cuvântul dat (în portugheză O Pagador de Promessas) este un film dramatic brazilian din 1962 regizat de Anselmo Duarte. Duarte a adaptat el însuși scenariul din celebra piesă de teatru scrisă de Dias Gomes. Filmat în Salvador, Bahia, îl are în rol principal pe Leonardo Villar.
A câștigat Palme d'Or la Festivalul Internațional de Film de la Cannes din 1962, devenind primul (și până în prezent singurul) film al unui regizor brazilian care a realizat această performanță. Un an mai târziu, a devenit și primul film brazilian și sud-american nominalizat la Premiul Oscar pentru cel mai bun film străin.

## Rezumat
Zé do Burro  este un proprietar de teren din Nordeste. Cel mai bun prieten al lui este un măgar. Când măgarul său se îmbolnăvește în stadiu terminal, Zé promite unui orixá candomblé, că, dacă măgarul său se va vindeca, își va da pământul săracilor și va duce o cruce pe tot drumul de la ferma sa până la Biserica Sfânta Barbara din Salvador, Bahia, unde va oferi crucea preotului locului. După recuperarea măgarului său, Zé pleacă în călătoria sa, o distanță de 46 de kilometri. Filmul începe când Zé, urmat de soția sa Rosa, sosește în afara bisericii. Preotul local refuză să accepte crucea odată ce află despre angajamentul „păgân” al lui Zé și despre motivele din spatele acesteia. Toată lumea încearcă să-l manipuleze pe nevinovatul și naivul Zé. Adoratorii locali ai candomblé, de exemplu, vor să-l folosească ca lider împotriva discriminării pe care o suferă din partea Bisericii Romano-Catolice. Ziarele senzaționaliste transformă promisiunea lui de a-și da pământul într-un apel „comunist” pentru reformă agrară (care este încă o problemă foarte controversată în Brazilia). Când Zé este împușcat de poliție pentru a împiedica intrarea în biserică, credincioșii candomblé îi pun cadavrul pe cruce și forțează drumul în biserică.

## Distribuția
- Leonardo Villar – Zé do Burro
- Glória Menezes – Rosa, soția lui Zé
- Dionísio Azevedo – Olavo, preotul
- Geraldo Del Rey – Bonitão, un proxenet
- Norma Bengell – Marly, o prostituată
- Othon Bastos – reporterul
- Antônio Pitanga – Coca, practicantul de capoeira